# Mount Korovin
Mount Korovin ist ein Vulkan und der höchste Punkt auf Atka Island, die zu den Aleuten in Alaska, Vereinigte Staaten, zählt.

## Beschreibung und Geschichte
Der Schichtvulkan erreicht eine Höhe von 1533 m bei einem Basisdurchmesser von fast 7 km und liegt im Nordosten der Insel Atka. Er besitzt zwei Schlote im Bereich des Gipfels, die ca. 0,6 km auseinander liegen. Der nordwestliche Schlot bildet einen symmetrischen Kegel mit einem kleinen Krater, während sich der südöstliche Schlot nur noch als Überbleibsel eines Kegels darstellt. Der Krater weist einen Durchmesser von ca. 1 km auf und ist mindestens mehrere hundert Meter tief. In seinem unteren Bereich hat sich ein türkisgrüner Kratersee gebildet.
Historische Aufzeichnungen belegen explosive Ausbrüche in den Jahren 1812 und 1987. Die Eruptionen fanden bei den Vulkankegeln Sarichev und Kliuchev statt. Die Insel Atka wird von einer großen Caldera dominiert, welche vor 500.000 bis 300.000 Jahren bei einem mächtigen Ausbruch entstanden war. An den Bergflanken des Kliuchev und einem nahegelegenen vergletscherten Tal befinden sich einige Fumarolen und heiße Quellen.